# 霍利 (麻薩諸塞州)
霍利（英語：Hawley）是一個位於美國麻薩諸塞州富蘭克林縣的鎮。

## 人口
根據2020年美國人口普查的數據，霍利的面積為80.00平方千米，當中陸地面積為79.90平方千米，而水域面積為0.10平方千米。當地共有人口353人，而人口密度為每平方千米4人。